# Соломоново море
Соломоново море (англ. Solomon Sea) — межостровное море Тихого океана, расположенное между Соломоновыми островами, Новой Британией и Новой Гвинеей. Площадь акватории 755 тыс. км², максимальная глубина 9103 м (Бугенвильский желоб), средняя глубина 2652 м, объём 202 000 км3. Вдоль побережий протягиваются узкие и протяжённый глубоководные желоба: Новобританский, Бугенвильский и Сан-Кристобаль. На территории моря располагаются архипелаг Луизиада, острова Нью-Джорджия и Гуадалканал. Отличается повышенной сейсмической активностью на протяжении почти всей территории. Большое влияние оказывают тропические муссоны южного полушария. Несмотря на то, что климат подвержен сезонным колебаниям, он в основном характеризуется жаркой и дождливой погодой. Среднегодовая температура воды на поверхности более 27 °C, солёность 34,5 ‰. Главный порт — Хониара (на острове Гуадалканал; столица Соломоновых Островов). 
Первым европейцем, посетившим Соломоново море, стал испанский мореплаватель Альваро Менданья де Нейра в 1567 году. Испанцы были привлечены в этот район рассказами о якобы находившихся здесь мифических сокровищах. Открытые острова и море получили название в честь библейского царя Соломона. Во время Второй мировой войны акватория моря была ареной многочисленных сражений. В XXI веке регион является объектом соперничества за политическое влияние между Китаем и США.

## География
Межостровное море в западной части Тихого океана, расположено между Соломоновыми островами (Соломоновы Острова), Новой Британией (Папуа — Новая Гвинея), Новой Гвинеей (западная часть острова является территорией Индонезии, а восточную занимает государство Папуа — Новая Гвинея) и архипелагом Луизиада (Папуа — Новая Гвинея), в пределах между 4° и 12° южной широты. Площадь 755 тыс. км², максимальная глубина 9103 м, средняя глубина 2652 м, объём 202 000 км3. Преобладают большие глубины, обусловленные геологическим строением. Граничит с с Коралловым море, морем Бисмарка и океаном (северо-восток). На территории моря располагаются архипелаг Луизиада, острова Нью-Джорджия и Гуадалканал. В южной части находятся многочисленные коралловые рифы. Подводный хребет Вудларк разделяет море на Новобританскую (более 4000 м) и Соломонову (4000 м) котловины. Вдоль побережий протягиваются узкие и длинные глубоководные желоба: Новобританский (8320 м), Бугенвильский (9103 м) и Сан-Кристобаль (8487 м). Географически море примерно соответствует литосферной микроплите Соломонова моря (юго-западнее от Соломоновых островов). Географическое положение в субэкваториальном поясе западной части Тихого океана южного полушария обуславливает климатические особенности водоёма. Большое влияние оказывают тропические муссоны южного полушария. Несмотря на то, что климат подвержен сезонным колебаниям, он в основном характеризуется жаркой и дождливой погодой. С декабря по март на неё влияют факторы вызванные Азиатским антициклоном и Австралийским барическим минимум, что приводит к перемещению северных воздушных масс и преобладанию северных и северо-западных ветров. Под воздействием гористого рельефа островов происходит изменение направления муссонных ветров, которые могут дуть с запада или реже с юго-запада. Южная часть акватории бывает затронута воздействием циклонов, что может вызвать возникновение штормов, достигающих скорости 20—24 м/с. Среднегодовая температура воды на поверхности более 27 °C, солёность 34,5 ‰. В году 220 дней с облачностью, два сезона дождей в периоды равноденствия.
Предполагается, что море могло возникнуть в связи со смещением коры Новой Британии на север, а также в результате бокового левостороннего дрейфа комплекса пород архипелагов Адмиралтейства — Новая Ирландия по отношению к Новой Гвинеи. Эти перемещения блоков земной коры имеют место и в современную эпоху. Движения блоков земной коры могут быть объяснены взаимодействием Тихоокеанской плиты с более активными «микроплитами» Меланезии. Акватория моря образует морской экорегион Соломоново море, входящий в центральную индо-тихоокеанскую зоогеографическую провинцию, а на западе занимает экорегион Соломоновых островов. Отличается повышенной сейсмической активностью на протяжении почти всей площади, что характерно и для другого окраинного моря — Новогвинейского. Для западной части характерны частые подводные оползни и турбодитные потоки.
Во время шквальных порывов ветров волны могут достигать 1,5 м (реже 2 м), а во время шторма они доходят до 3 м. При прохождении тропических тайфунов волнение на море усиливается и высота волн может превышать 8—9 м. Зимой (июль-сентябрь) поток Тихоокеанского Южного Пассатного течения впадает в море с севера, затем разветвляется на юго-восток и юго-запад. Летом течение разворачивается. Поверхностные течения выше в западной и северо-западной частях, где под воздействием восточного муссона разгоняются до 50—70 м/с. Глубинные течения обусловлены воздействием Тихого океана. Это происходит прежде всего с юго-восточного направления через глубоководный жёлоб, расположенный западнее южной части Соломоновых островов. Это явление наиболее выражено притоком океанских вод через проливы Соломоновых островов, где скорость может быть выше 5—6 м/с. Приливы в акватории образуются в результате приливных волн океана, поступающих с северо-востока через проливы Соломонова архипелага: направление их происходит в первую очередь с востока на запад. Приливные течения имеют реверсивный характер. Сгонно-нагонные колебания в первую очередь вызываются муссонными ветрами. Под влиянием шквалов и тайфунов они могут доходить до 1 м и выше.
Главный порт — Хониара (на острове Гуадалканал; столица государства Соломоновы Острова).

## История
Известно, что до открытия европейцами, в море вели навигацию полинезийцы, арабы и китайцы. Первым европейцем, посетившим Соломоново море, стал испанский мореплаватель Альваро Менданья де Нейра в 1567 году. Испанцы были привлечены в этот район рассказами о якобы находившихся здесь мифических сокровищах. Два корабля Менданьи, «Лос Рейес» и «Тодос Сантос», отплыли из Перу 19 ноября 1567 года, и, после длительного путешествия, 7 февраля 1568 года открыли остров Санта-Исабель из архипелага Соломоновы острова и исследовали основные из них. Эти земли были населены чернокожими жителями и были приняты за легендарную библейскую страну Офир, славящуюся несметными богатствами. Оттуда царю Соломону корабли привозили золото, драгоценные металлы и красное дерево. В итоге острова и море получили название в честь библейского царя. Участник экспедиции Педро Сармьенто де Гамбоа писал в отчёте: о «Западных островах в южной части Тихого океана, обычно называемых островами Соломона». Несколько месяцев мореплаватели провели на вулканическом острове Санта-Исабель и после открытия ещё нескольких островов из архипелага решили вернуться. 11 августа 1568 года путешествие было закончено и корабли стали возвращаться в испанские владения в Америке. Испанскими властями результаты экспедиции были встречены прохладно, несмотря на старания Менданьи представить всё в выгодном свете. Один из чиновников писал об участниках плавания: «…во время своего путешествия они не нашли ни специй, ни золота и серебра, ни товаров, никакого либо другого источника дохода, а все местные жители — дикари». Несмотря на такой приём за островами всё-таки закрепилось название, связанное с легендарной страной Офир и царём Соломоном. В 1594 году Менданье было поручено основать колонию на островах. Глава экспедиции умер от тропической лихорадки и после серии столкновений с туземцами европейцы покинули острова. 
После неудачных попыток колонизации, про Соломоновы острова забыли и они были переоткрыты экспедицией под командованием французского мореплавателя Луи де Бугенвилем. В течение длительного времени, вплоть до второй половины XVIII века, жители Соломоновы острова практически не контактировали с европейцами, лишь с некоторыми торговцами и китобоями. 15 марта 1893 года над островом был установлен протекторат Британской империи и до 1971 года был частью Британских Западно-Тихоокеанских Территорий. С 1885 по 1899 год остров Новая Британия был во владении Германской Новогвинейской компании и назывался Новой Померанией. Во время Второй мировой войны акватория моря была ареной многочисленных сражений, в основном между США и Японией. В 1942—1943 годах на Гуадалканале произошло одно из решающих сражений войны на Тихом океане. В XXI веке Соломоновы острова и море являются объектами соперничества за политическое влияние в южной части Тихого океана между Китаем и США. 